# Maratona aquática no Campeonato Mundial de Esportes Aquáticos de 2023 - 5 km masculino

A competição de maratona aquática na categoria 5km masculino no Campeonato Mundial de Esportes Aquáticos de 2023 fora realizada no dia 18 de julho de 2023 no Seaside Momochi Beach Park em Fukuoka, no Japão. Ao todo, 71 competidores de 44 Comitês Olímpicos Nacionais estavam previstos para participarem do evento.

## Cronograma
Todos os horários estão na Hora Legal Japonesa (UTC+09).
| Data        | Hora  | Evento |
| ----------- | ----- | ------ |
| 18 de junho | 10:00 | Final  |

## Medalhistas
| Ouro                         | Prata                         | Bronze                     |
| Florian Wellbrock · Alemanha | Gregorio Paltrinieri · Itália | Domenico Acerenza · Itália |

## Resultados
| Pos.                | Nadador               | CON            | Tempo     |
| ------------------- | --------------------- | -------------- | --------- |
| Medalha de ouro     | Florian Wellbrock     | Alemanha       | 53:58.0   |
| Medalha de prata    | Gregorio Paltrinieri  | Itália         | 54:02.5   |
| Medalha de bronze   | Domenico Acerenza     | Itália         | 54:04.2   |
| 4                   | Oliver Klemet         | Alemanha       | 54:57.2   |
| 5                   | Dávid Betlehem        | Hungria        | 54:58.6   |
| 6                   | Athanasios Kynigakis  | Grécia         | 54:58.6   |
| 7                   | Kristóf Rasovszky     | Hungria        | 55:23.9   |
| 8                   | Kyle Lee              | Austrália      | 55:32.7   |
| 9                   | Logan Fontaine        | França         | 55:33.0   |
| 10                  | Sacha Velly           | França         | 55:33.1   |
| 11                  | Mykhailo Romanchuk    | Ucrânia        | 55:37.0   |
| 12                  | Carlos Garach         | Espanha        | 56:14.7   |
| 13                  | Jack Wilson           | Austrália      | 56:24.0   |
| 14                  | Logan Vanhuys         | Bélgica        | 56:43.2   |
| 15                  | Hector Pardoe         | Reino Unido    | 56:46.5   |
| 16                  | Paulo Strehlke        | México         | 56:46.6   |
| 17                  | Dylan Gravley         | Estados Unidos | 56:48.5   |
| 18                  | Christian Schreiber   | Suíça          | 56:48.9   |
| 19                  | Esteban Enderica      | Equador        | 56:49.5   |
| 20                  | Martin Straka         | Chéquia        | 56:49.5   |
| 21                  | Jan Hercog            | Áustria        | 56:52.0   |
| 22                  | Ondřej Zach           | Chéquia        | 56:52.2   |
| 23                  | Connor Buck           | África do Sul  | 56:52.4   |
| 24                  | David Farinango       | Equador        | 56:52.8   |
| 25                  | Tamás Farkas          | Sérvia         | 56:53.5   |
| 26                  | Eric Hedlin           | Canadá         | 56:54.0   |
| 27                  | Johndry Segovia       | Venezuela      | 56:57.4   |
| 28                  | Brennan Gravley       | Estados Unidos | 57:20.0   |
| 29                  | Benjamin Cote         | Canadá         | 57:24.1   |
| 30                  | Asterios Daldogiannis | Grécia         | 57:46.6   |
| 31                  | Thiago Ruffini        | Brasil         | 57:47.3   |
| 32                  | Bruce Almeida         | Brasil         | 57:48.2   |
| 33                  | Guillem Pujol         | Espanha        | 57:48.4   |
| 34                  | Park Jae-hun          | Coreia do Sul  | 57:49.5   |
| 35                  | Diogo Cardoso         | Portugal       | 57:49.7   |
| 36                  | Cho Cheng-chi         | Taipé Chinesa  | 57:51.6   |
| 37                  | Kaito Tsujimori       | Japão          | 58:17.2   |
| 38                  | Lev Cherepanov        | Cazaquistão    | 58:21.0   |
| 39                  | Lan Tianchen          | China          | 58:44.7   |
| 40                  | Riku Ezawa            | Japão          | 59:40.6   |
| 41                  | Tomáš Peciar          | Eslováquia     | 59:41.7   |
| 42                  | Diego Vera            | Venezuela      | 59:41.9   |
| 43                  | Christian Bayo        | Porto Rico     | 59:44.4   |
| 44                  | Serhiy Frolov         | Ucrânia        | 59:59.5   |
| 45                  | Adrián Ywanaga        | Peru           | 1:00:08.1 |
| 46                  | Ziv Cohen             | Israel         | 1:00:10.6 |
| 47                  | Théo Druenne          | Mónaco         | 1:00:14.6 |
| 48                  | Meng Rui              | China          | 1:00:58.8 |
| 49                  | Jamarr Bruno          | Porto Rico     | 1:01:01.9 |
| 50                  | Grgo Mujan            | Croácia        | 1:01:09.6 |
| 51                  | Maximiliano Paccot    | Uruguai        | 1:01:09.7 |
| 52                  | Santiago Gutiérrez    | México         | 1:01:21.9 |
| 53                  | Jeison Rojas          | Costa Rica     | 1:01:28.3 |
| 54                  | William Yan Thorley   | Hong Kong      | 1:01:28.4 |
| 55                  | Keith Sin             | Hong Kong      | 1:01:28.8 |
| 56                  | Galymzhan Balabek     | Cazaquistão    | 1:01:29.3 |
| 57                  | Damien Payet          | Seicheles      | 1:01:56.4 |
| 58                  | Sung Jun-ho           | Coreia do Sul  | 1:02:17.0 |
| 59                  | Santiago Reyes        | Guatemala      | 1:05:42.9 |
| 60                  | Prashans Hiremagalur  | Índia          | 1:05:43.7 |
| 61                  | Nikita Kornilov       | Uzbequistão    | 1:06:22.4 |
| 62                  | Fernando Ponce        | Guatemala      | 1:06:23.0 |
| 63                  | Army Pal              | Índia          | 1:08:42.5 |
|                     | Ousseynou Diop        | Senegal        | OTL       |
| Yano Elias          | Angola                |                | OTL       |
| Hayyan Kisitu       | Uganda                |                | OTL       |
| Alejandro Plaza     | Bolívia               |                | OTL       |
|                     | Matthew Caldwell      | África do Sul  | DNF       |
| Adnan Kabuye        | Uganda                |                | DNF       |
| Tiago Campos        | Portugal              |                | DNF       |
| Vyacheslav Shkretov | Uzbequistão           |                | DNF       |
|                     | Alex Fortes           | Angola         | DNS       |

Legenda
| Recorde mundial      | Recorde mundial (World record)               |                       | Recorde africano                      | Recorde africano (African) |                                           | Q | Classificado por posição (Qualified) |
| Recorde olímpico     | Recorde olímpico (Olympic record)            | Recorde da América    | Recorde da América (Americas)         | q                          | Classificado por melhor tempo (Qualified) |   |                                      |
| Melhor marca do ano  | Melhor marca do ano (World leading)          | Recorde asiático      | Recorde asiático (Asian)              | DNS                        | Não largou (Did not start)                |   |                                      |
| Recorde nacional     | Recorde nacional (National record)           | Recorde europeu       | Recorde europeu (European)            | DNF                        | Não terminou (Did not finish)             |   |                                      |
| Recorde pessoal      | Recorde pessoal do atleta (Personal best)    | Recorde da Oceania    | Recorde da Oceania (Oceania)          | DSQ / DQ                   | Desclassificado (Disqualified)            |   |                                      |
| Recorde da temporada | Recorde da temporada do atleta (Season best) | Recorde sul-americano | Recorde sul-americano (South America) | NM                         | Sem marca (No mark)                       |   |                                      |